# Schwellbrunn
Schwellbrunn és una comuna suïssa del cantó d'Appenzell Ausser-Rhoden que havia format part de l'extint districte de Hinterland. Limita al nord amb les comunes de Degersheim (SG) i Herisau, a l'est amb Waldstatt i Urnäsch, al sud amb Schönengrund i Sankt Peterzell (SG), i a l'oest amb Mogelsberg (SG).
És la comuna que es troba a major altitud al cantó, i des d'allí es pot obtenir una magnífica vista del llac de Constança, un recurs turístic que constitueix una de les majors fonts d'ingressos de la comunitat.